# ك. إس. رجا
ك. إس. رجا هو صحفي سريلانكي، ولد في 8 فبراير 1942 في جفنا في سريلانكا، وتوفي في 1989 في كولمبو في سريلانكا.